# Cantonul Amiens-1 (Ouest)
Cantonul Amiens 1er (Ouest) este un canton din arondismentul Amiens, departamentul Somme, regiunea Picardia, Franța.

## Comune
| Comune            | Populație (1999) | Cod poștal | Cod INSEE |
| ----------------- | ---------------- | ---------- | --------- |
| Amiens            | 135 501 (1)      | 80000      | 80021     |
| Dreuil-lès-Amiens | 1 476            | 80470      | 80256     |
| Saveuse           | 776              | 80470      | 80730     |